# Geoenginyeria
|  | No s'ha de confondre amb Enginyeria geotècnica. |

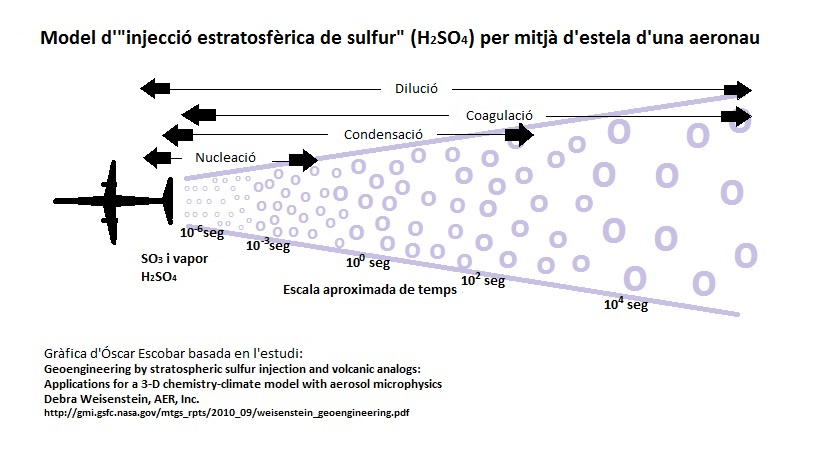
Gràfica basada en l'estudi a dalt citat, sobre injecció de sofre per mitjà de gotes d'àcid sulfúric.

La geoenginyeria o enginyeria climàtica és una proposta que sorgeix de les teories científiques que tracten el problema del canvi climàtic que formulen les tècniques especialment desenvolupades per influir en el clima terrestre estipulant com el seu propòsit combatre l'escalfament global. La Royal Society defineix la geoenginyeria com: «manipulació intencional a gran escala del clima planetari per contrarestar l'escalfament global». Els mètodes de la geoenginyeria es cataloguen en dues categories principals: gestió de la radiació solar, i reducció del diòxid de carboni.

## Estratègies proposades
S'han proposat diverses estratègies per dur a terme el propòsit de la geoenginyeria. Es poden resumir en dues grans categories: gestió de la radiació solar i reducció del diòxid de carboni.

### Gestió de la radiació solar (GRS)[5]
- Augment de l'albedo: increment de la capacitat de reflexió (física) global, ja sigui per mitjà de modificacions als núvols,[6] la superfície marina[7] o la terrestre,[8] on es fan servir tècniques com la sembra de núvols.
- Aerosols estratosfèrics: per mitjà d'introducció de compostos sulfúrics com l'anhídrid sulfúric (SO₃) i l'àcid sulfúric (H₂SO₄), per reduir la radiació solar que arriba a la superfície terrestre.[9] Altres compostos considerats són l'òxid d'alumini o alúmina (Al₂O₃) i el titanat de bari (BaTiO3)[10]
- Reflectors basats a l'espai exterior: idea purament teòrica que proposa l'ús d'escuts, miralls o prismes per reduir la quantitat de llum solar que arriba a la superfície terrestre.[11]

### Reducció del diòxid de carboni
Les tècniques per a la reducció del diòxid de carboni (RDC) estan enfocades a eliminar els gasos en l'atmosfera que contribueixen a aquest efecte d'hivernacle. Aquests mètodes inclouen tècniques que redueixen directament aquests gasos de l'atmosfera, així com tècniques que estan enfocades a reduir-ho indirectament mitjançant el foment de tècniques naturals que duguin a terme aquest procés (per exemple, plantació d'arbres). Entre aquestes tècniques es troben:
- Aforestació: plantació de nous boscos en terres on històricament no n'hi ha hagut.[13]
- Carbonet: tipus de carbó produït en cremar materials orgànics en ambients amb baix oxigen (piròlisi).[14] Està comprovat que a més de reduir el CO₂, el carbonet també contribueix a la reducció del N₂O.[15]
- Bioenergia amb captura i emmagatzematge de carboni: fer créixer biomassa per després cremar-la, a fi de crear energia amb captura i emmagatzematge del diòxid de carboni (CO₂) emès.[16]
- Captura directa de CO₂ atmosfèric: emprant màquines que poden extreure el diòxid de carboni directament de l'ambient.[17]
- Fertilització oceànica amb ferro o altres nutrients: agregat de nodriments a l'oceà per propiciar un creixement intensiu del fitoplàncton, que per mitjà de fotosíntesi extreu el CO₂ atmosfèric, i així, en morir aquests organismes, portarien amb ell aquest contaminant al fons del mar.[18]

En els terminis curt i llarg, aquests mètodes varien per la seva efectivitat i pels efectes adversos potencials, inclosos ecològics i uns altres encara ignotos, que cada tècnica pugui causar en l'ambient.

## Governança
El concepte de geoenginyeria obre diversos debats sobre les implicacions polítiques i econòmiques que implicaria la seva posada en marxa.
Existeix una falta de consens sobre si la geoenginyeria s'hauria de dur a terme o no. Científics de la Universitat d'Oxford han proposat una sèrie de principis que haurien de guiar la pràctica investigadora sobre la geoenginyeria, que es resumeixen en:
- Principi 1: La geoenginyeria ha de ser regulada com un bé públic.
- Principi 2: Ha d'haver-hi participació pública en la presa de decisions sobre la geoenginyeria.
- Principi 3: Divulgació de la recerca sobre geoenginyeria i accés lliure a les publicacions.
- Principi 4: Assessorament independent sobre l'impacte.
- Principi 5: Regulació abans de la seva implementació.

## Arguments en contra de la geoenginyeria
Possible increment de l'acidificació de l'oceà, a conseqüència de:
- La pluja àcida,[20] agreujada per les injeccions estratosfèriques, especialment de sofre.[21]
- L'embornal de carboni, causat per enfonsament del fitoplàncton, podria causar acidificació en l'oceà profund.[22]
- Les tècniques de GRS, que no redueixen el CO₂. Per tant, continuaria l'increment de l'acidificació oceànica.[23]

Destrucció de la capa d'ozó
- Els aerosols sulfúrics i el refredament de l'estratosfera contribueixen a la destrucció de la capa d'ozó.[25]

Efectes ecològics i biodiversitat
- La quantitat de llum solar i la quantitat i la qualitat d'aigua disponible afecten la producció vegetal. La GRS propicia un tipus d'enfosquiment global. Fins ara no existeix consens entre els científics quant als efectes negatius o positius de la "difusió" de la llum solar en els processos de fotosíntesi.[30]

Disrupció del cicle hidrològic
- En un gran percentatge de la Terra, la GRS podria causar sequeres, ja que major contingut d'aerosols sulfúrics i reducció en la radiació solar disminueixen les precipitacions pluvials.[32][33][34]